# Histoire des cafés anglais aux XVIIe et XVIIIe siècles

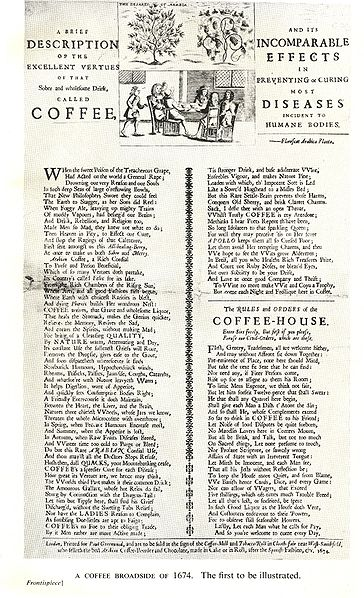
Le règlement de la maison de café.

Dans l'Angleterre des XVIIe et XVIIIe siècles, les cafés sont des lieux publics où les hommes se rencontrent pour discuter et faire du commerce. Avec un penny, les clients achètent une tasse de café et l'entrée . Les voyageurs introduisent le café comme boisson en Angleterre au milieu du XVIIe siècle ; auparavant, il est surtout consommé pour ses propriétés médicinales supposées. Les maisons de café servent également du thé et du chocolat chaud, ainsi qu'un repas léger.
L'historien Brian Cowan décrit les cafés anglais comme « des lieux où les gens se réunissaient pour boire du café, apprendre les nouvelles du jour, et peut-être pour rencontrer d'autres résidents locaux et discuter de questions d'intérêt mutuel ». L'absence d'alcool crée une atmosphère dans laquelle il est possible d'engager une conversation plus sérieuse que dans un débit de boissons. Les cafés ont également joué un rôle important dans le développement des marchés financiers et des journaux.
On y discute de politique et de scandales politiques, de potins quotidiens, de mode, d'actualité et de débats autour de la philosophie et des sciences naturelles. Les historiens associent souvent les cafés anglais des XVIIe et XVIIIe siècles à l'histoire intellectuelle et culturelle du siècle des Lumières : ils constituent une sphère alternative, complémentaire de l'université. Les groupes politiques utilisent fréquemment les cafés comme lieux de rencontre.

## Origines

### Les Européens découvrent le café grâce aux empires d'Asie
Les Européens découvrent la consommation et la préparation du café à travers les récits de voyages exotiques dans les empires « orientaux » d'Asie. Selon Markman Ellis, les voyageurs racontent comment les hommes consommaient une liqueur enivrante, « de couleur noire et obtenue par infusion de la poudre des baies d'une plante qui fleurissait en Arabie ». Les hommes autochtones consommaient ce liquide « tout au long de la journée et jusque tard dans la nuit, sans désir apparent de sommeil mais avec l'esprit et le corps continuellement en éveil, les hommes parlaient et discutaient, trouvant dans la liqueur noire et chaude un stimulus curieux tout à fait différent de celui produit par le jus de raisin fermenté ».
Cowan explique comment les perceptions européennes de la consommation initiale de café par les étrangers sont intériorisées et transformées pour refléter les traditions européennes grâce à l'acquisition de café et à sa transfusion dans la culture populaire. En tant que tel, ce phénomène est bien expliqué par l'évaluation de Cowan du projet utilitaire des virtuoses anglais pour l'avancement de l'apprentissage impliquant des expériences avec le café. Francis Bacon est un important virtuose anglais dont la vision est de faire progresser la connaissance humaine par la collecte et la classification du monde naturel afin d'en comprendre les propriétés. Ses travaux sur le café inspirent d'autres recherches sur ses propriétés médicinales. Les expériences sur le café ont conduit à de supposés « remèdes » pour des maladies telles que la « mélancolie de la tête », la goutte, le scorbut, la variole et l'ivresse excessive. Par contre, certains se méfient des propriétés du café, craignant qu'elles aient plus d'effets défavorables que positifs. Des expérimentateurs émettent des hypothèses sur la consommation de café. Ces expérimentateurs craignent qu'une consommation excessive de café n'entraîne de la langueur, des paralysies, des troubles cardiaques et des tremblements des membres, ainsi qu'un manque d'entrain et des troubles nerveux.

### Les premiers cafés d'Oxford («penny universities»)
Au milieu du XVIIe siècle, le café n'est plus considéré uniquement comme une plante médicinale et ce changement de perception crée une nouvelle opportunité de servir du café aux clients. La ville d'Oxford, avec sa combinaison unique d'intérêts universitaires exotiques et de communauté expérimentale énergique, est un lieu propice à une telle entreprise. C'est ainsi que le premier café anglais est ouvert en 1650 à l'Angel Coaching Inn d'Oxford par un entrepreneur juif du nom de Jacob. Selon Cowan, Oxford est considéré comme un lieu important pour la création d'une culture de café distincte tout au long des années 1650. Les premiers cafés établis à Oxford sont connus sous le nom de penny universities, car ils proposent une forme d'apprentissage alternative à l'apprentissage académique structurel, tout en étant fréquentés par les virtuoses anglais qui recherchent activement les progrès de la connaissance humaine. Les cafés font payer un penny à l'entrée, ce qui inclut l'accès aux journaux et à la conversation. Des reporters appelés « runners » font le tour des cafés pour annoncer les dernières nouvelles.
Cet environnement attire un groupe éclectique de personnes qui se rencontrent et se mêlent les unes aux autres. Dans une société qui accorde une grande importance à la classe et au statut économique, les cafés sont uniques en leur genre car leurs clients sont issus de toutes les couches de la société. Toute personne qui a un penny peut y entrer. Les étudiants des universités fréquentent également les cafés, y passant parfois plus de temps qu'à l'école : « Le café était un lieu où les érudits partageant les mêmes idées se réunissaient, lisaient, apprenaient les uns des autres et débattaient entre eux, mais il ne s'agissait absolument pas d'une institution universitaire, et le discours qui y était tenu était d'un ordre bien différent de celui de n'importe quel tutorat universitaire ». Bien que les cafés ultérieurs aient été beaucoup plus ouverts, les premiers cafés d'Oxford ont un air d'exclusivité, accueillant les virtuoses comme Christopher Wren, Peter Pett, Thomas Millington, Timothy Baldwin et John Lamphire, pour n'en citer que quelques-uns. Les mémoires d'Anthony Wood et de John Evelyn témoignent de la nature des premiers cafés d'Oxford. Les premiers cafés d'Oxford ont également contribué à donner le ton aux futurs cafés d'Angleterre, car ils diffèrent des autres institutions sociales anglaises telles que les alehouses et les tavernes. « Le coffeehouse était un lieu pour les « virtuoses » et les « esprits », plutôt que pour les plébéiens ou les roués qui étaient généralement décrits comme les clients typiques des débits de boissons alcoolisées ». Ellis conclut : « Le pouvoir (des coffeehouses d'Oxford) résidait dans le fait qu'elles étaient en contact quotidien avec le peuple. Leur but n'était pas seulement de fournir un lieu de rencontre pour les relations sociales et les commérages ; on y discutait sérieusement et sobrement de tous les sujets d'intérêt commun ».

### Les premiers cafés londoniens

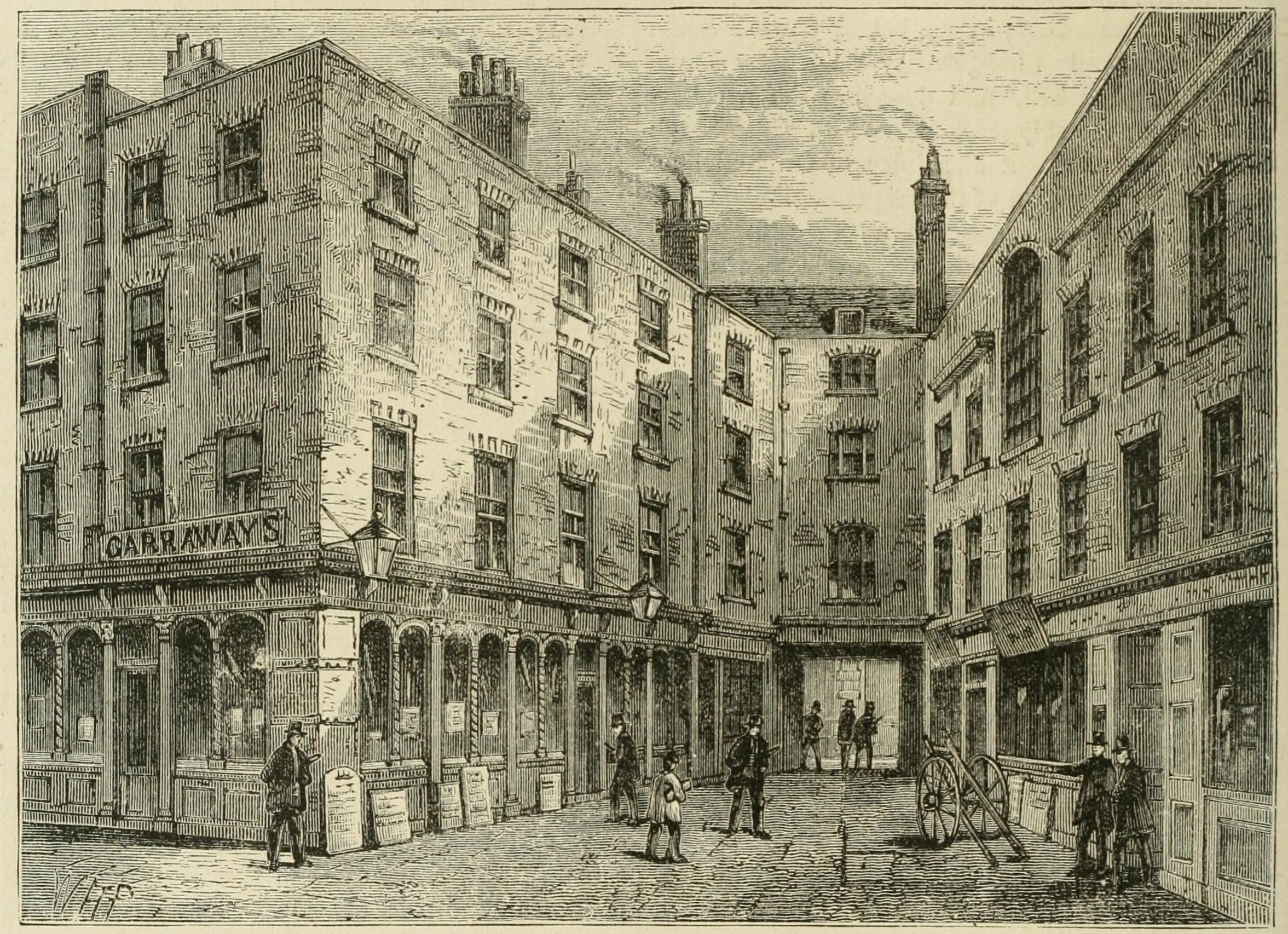
Garraway's Coffee House, Exchange Alley, Londres.

Les cafés de style Oxford, qui servent de centres de rencontres, de commérages et d'intérêts scolaires, se sont rapidement répandus à Londres, où les cafés anglais sont popularisés et ancrés dans la culture populaire et politique anglaise. Pasqua Rosée, originaire de Smyrne, en Turquie occidentale, d'un marchand de la Compagnie du Levant nommé Daniel Edwards, crée le premier café londonien en 1652,,,,,,,,. Le deuxième café de Londres, le Temple Bar, est fondé par James Farr en 1656.
Au départ, peu d'éléments suggèrent que les cafés londoniens sont populaires et largement fréquentés, en raison de la nature de la concurrence malvenue ressentie par les autres commerces londoniens. Lorsque le Harrington's Rota Club commence à se réunir dans un autre café londonien connu sous le nom de Turk's Head pour débattre de « questions politiques et philosophiques », la popularité des cafés anglais commence à s'accroître. Ce club est également une « académie libre et ouverte à tous » dont la raison d'être est l'art du débat, caractérisé comme « litigieux mais civil, érudit mais non didactique ». Selon Cowan, malgré le bannissement de la Rota après la restauration de la monarchie, le cadre discursif qu'elle a établi lors de ses réunions dans les cafés a donné le ton à la conversation dans les cafés pendant le reste du XVIIe siècle. Au début du XVIIIe siècle, Londres compte plus de cafés que n'importe quelle autre ville du monde occidental, à l'exception de Constantinople.

## Période populaire

### Ambiance

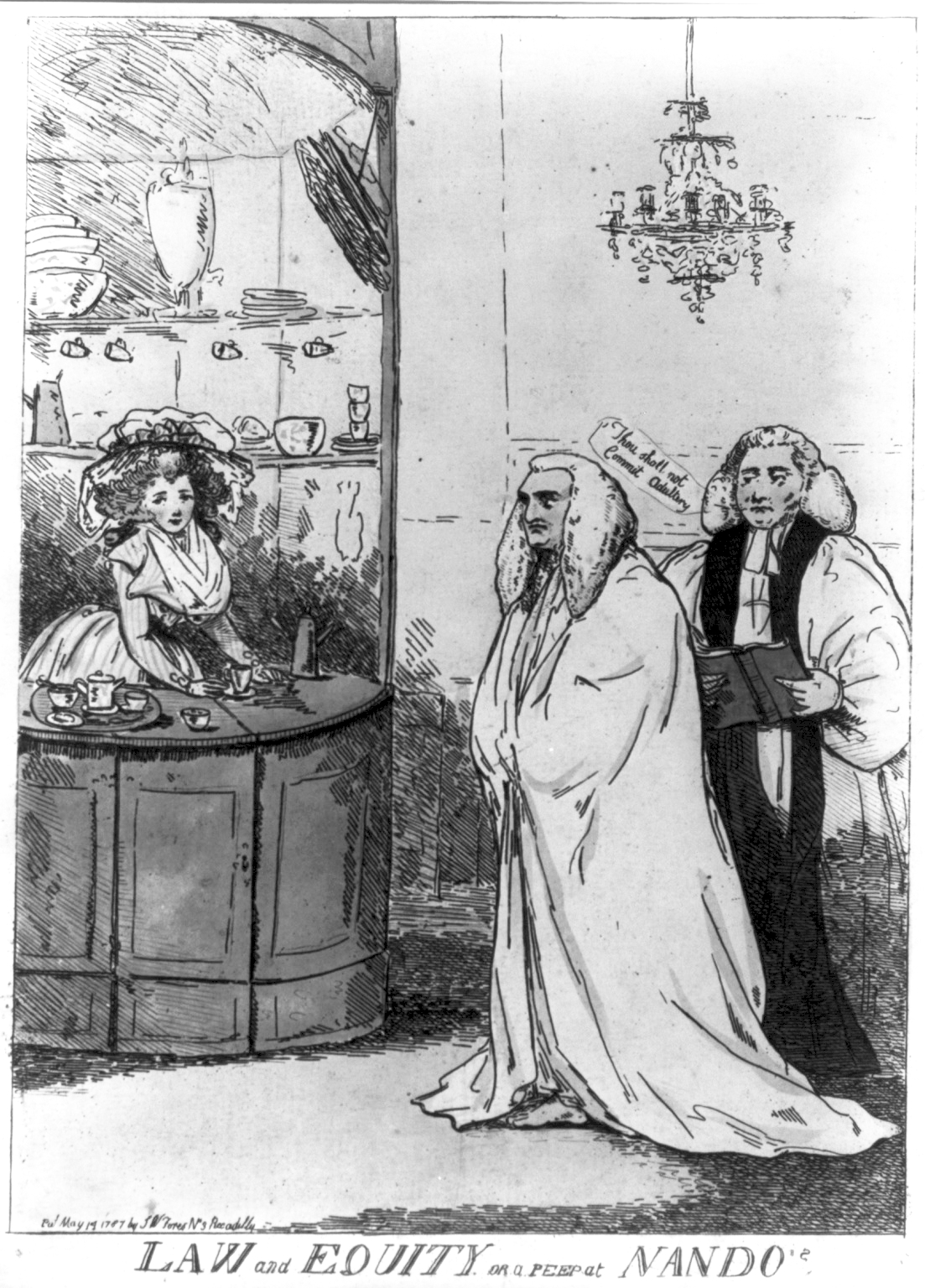
Une caricature de 1787 représentant l'avocat Edward Thurlow à Nando's Coffee House

Les maisons de café anglaises ont un caractère particulier durant leur période de popularité, qui s'est étendue de 1660, après la restauration de la monarchie, jusqu'à leur déclin vers la fin du XVIIIe siècle. Les cafés sont rapidement devenus « la dernière nouveauté de la ville ». L'atmosphère détendue, le coût relativement faible et le nombre des cafés ont contribué à leur sociabilité et à leur popularité croissante. Malgré deux revers majeurs auxquels les cafés ont dû faire face pendant leur apogée, l'épidémie de peste de 1665 et le grand incendie de Londres qui suit en 1666, la popularité des cafés ne s'affaiblit pas. Ellis explique : « Les Londoniens ne pouvaient pas être entièrement maîtrisés et certains montaient encore les escaliers étroits menant à leurs cafés préférés, même s'ils n'étaient plus disposés à converser librement avec des étrangers. Avant d'entrer, ils faisaient le tour de la salle et ne s'approchaient même pas de connaissances proches sans s'être d'abord enquis de la santé de la famille à la maison et avoir reçu l'assurance qu'elle allait bien ».
Les maisons de café anglaises sont des établissements publics dans lesquels tout le monde est le bienvenu, après avoir payé le prix d'un penny pour une tasse de café. Ellis explique le large éventail d'hommes présents dans un café typique après la restauration : « Comme dans l'arche de Noé, tous les types de créatures et tous les milieux (fréquentaient les cafés). Il y avait parmi eux un esprit de la ville, un citoyen grave, un avocat digne de ce nom, un juge vénérable, un révérend non-conformiste et un marin volubile ». Certains historiens affirment même que ces institutions agissent comme des organes démocratiques en raison de leur caractère inclusif : « Qu'un homme vêtu d'un manteau en loques se retrouve assis entre un comte ceinturé et un évêque ganté ne fait aucune différence ; de plus, il peut engager la conversation avec eux en sachant qu'on lui répondra civilement ».
La conversation dans les cafés est censée se conformer à un mode particulier. Le langage de la conversation polie et civile est considéré comme essentiel à la conduite des débats et des conversations dans les cafés. Les historiens ne s'entendent pas sur le rôle principal joué par la politesse dans les conversations et les débats dans les cafés. Klein soutient que l'importance de la présentation au public de la plus grande civilité dans la conversation des cafés est impérative pour la survie de la popularité des cafés pendant la période d'anxiété de l'ère de la restauration. Cowan applique le terme « civilité » aux cafés dans le sens d'une « forme urbaine particulière d'interaction sociale qui valorise les débats sobres et raisonnés sur des questions de grande importance, qu'elles soient scientifiques, esthétiques ou politiques ». Il affirme que les règles et procédures sous-jacentes qui ont permis aux cafés de « tenir les indésirables à l'écart » sont des règles et procédures établies, ainsi que des règles et procédures d'usage. Il s'agit notamment des règles et procédures établies, ainsi que des conventions définies par les clubs qui fréquentent les cafés, comme le Harrington's Rota Club. Cowan affirme que ces « règles » ont un impact considérable sur la sociabilité des cafés. Mackie soutient que les périodiques populaires d'Addison et de Steele, The Tatler et The Spectator, ont insufflé la politesse dans les conversations des cafés anglais, car leur objectif explicite est de réformer les manières et la morale anglaises. D'autres contestent encore la présence holistique de la civilité polie dans les conversations des cafés. Helen Berry prend l'exemple d'Elizabeth Adkins, mieux connue sous le nom de Moll King, qui utilise l'argot des cafés, le « flash », pour contrer l'axiome de la culture polie au sein de la culture des cafés. Ellis explique qu'en raison de l'influence du puritanisme sur les comportements des cafés anglais, les boissons enivrantes sont interdites, ce qui permet une conversation sobre et respectable. Il donne l'exemple d'un client de café qui, cherchant de l'ale dans un café, a été prié de partir et de se rendre dans une taverne voisine.

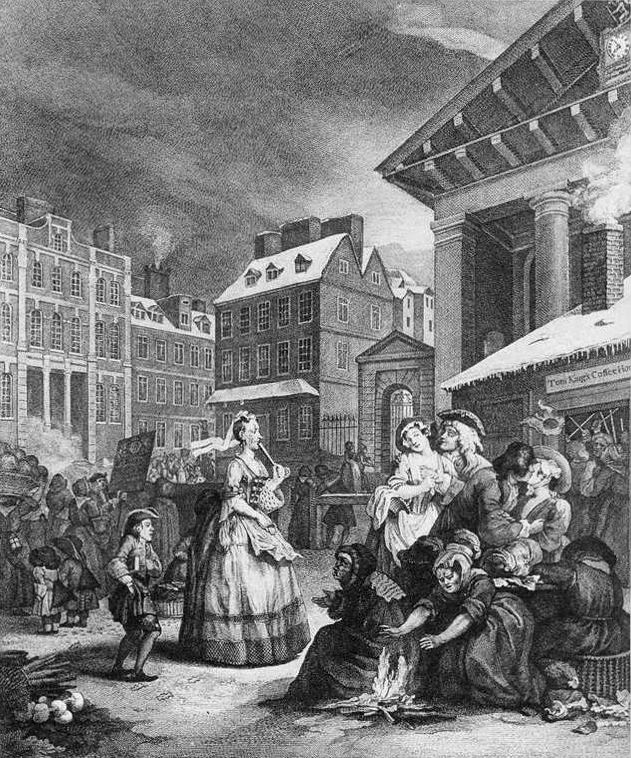
La représentation par Hogarth d'une bagarre éclatant dans le Tom King's Coffee House, dans sa peinture de 1736 Four Times of the Day

La variété des sujets et des groupes auxquels s'adressent les cafés donne un aperçu de la nature non homogène de la société anglaise à l'époque où les cafés atteignent leur pic de popularité. Ces différents caractères des cafés sont évidents lorsque l'on évalue en détail certains cafés de la période. Après la Restauration, les cafés connus sous le nom de « penny universities » accueillent les arts des gentlemen et servent de centre alternatif d'apprentissage académique : sont dispensés des cours de français, d'italien ou de latin, danse, escrime, poésie, mathématiques et astronomie. D'autres cafés servent de centre de rencontres sociales pour les hommes moins érudits. Helen Berry évalue l'un de ces cafés, connu sous le nom de Moll King's coffeehouse, qui est décrit comme fréquenté par des voyous et des ivrognes, ainsi que par « un mélange social inhabituellement large de clients masculins, allant des courtisans aux commerçants du marché de Covent Garden et aux proxénètes ». Les clients ont également l'habitude de tenir un type de conversation connu sous le nom de « flash », un dérivé du jobelin. Le café de Moll King servit d'étude de cas à Berry pour prouver que la conversation polie n'est pas toujours utilisée dans un café. D'autres groupes fréquentent d'autres cafés pour diverses raisons. Par exemple, le café de Child, « près de la Warwick Lane du médecin et de la cour de l'église Saint-Paul », est fréquenté par le clergé et les médecins.

### «Règles»
D'après le premier « Rules and Orders of the Coffee House » illustré et imprimé en 1674 sous la forme d'une affiche de café, l'égalité est censée prévaloir entre tous les hommes dans ces établissements, et « aucun homme de quelque rang que ce soit n'avait à céder sa place à un homme plus raffiné ». Les historiens confirment que le statut social est quelque peu ignoré, puisque l'on peut participer à la conversation sans distinction de classe, de rang ou de tendance politique. Si quelqu'un jurait, il devait payer un shilling. Si une querelle éclate, l'instigateur doit payer une tasse de café à l'offensé. Le sujet des « choses sacrées » n'est pas abordé dans les cafés, et il existe des règles interdisant de dire du mal de l'État ou des écritures religieuses. Les règles interdisent également les jeux de hasard, tels que les cartes et les dés. Cependant,

« In reality, there were no regulations or rules governing the coffee-houses. [This] satire ironises the very idea of regulating their behaviour,. »

### Marchés financiers
La bourse, l'industrie de l'assurance et la vente aux enchères voient le jour dans les cafés du XVIIe siècle - Jonathan's, Lloyd's et Garraway's - et donnent naissance au crédit, à la sécurité et aux marchés qui ont facilité l'expansion spectaculaire du réseau britannique de commerce mondial en Asie, en Afrique et en Amérique.
C'est au Lloyd's Coffee House, fréquenté par les marchands et les marins, que se déroulent les transactions dans le secteur du transport maritime. C'est ainsi qu'il devient le principal assureur de la Lloyd's of London.
Au XVIIe siècle, les agents de change se réunissent et négocient également dans des cafés, notamment le Jonathan's Coffee-House, parce qu'ils ne sont pas admis à la Bourse royale en raison de leurs manières grossières.

### Culture de la presse écrite
Les cafés anglais sont également des lieux de communication privilégiés pour les informations. Les historiens associent fortement les cafés anglais aux publications imprimées et copiées, car ils sont des lieux importants pour la lecture et la distribution de ces documents, ainsi que pour la collecte d'informations importantes. La plupart des cafés fournissent des brochures et des journaux, car le prix d'entrée couvre leurs frais. Les cafés sont de plus en plus associés à la culture de l'information,,,,,,, les nouvelles y étant disponibles sous diverses formes. Ces formes sont les suivantes : « La presse écrite, avec ou sans licence, les manuscrits, les ragots, les ouï-dire et le bouche-à-oreille ». Les « runners » font également le tour des cafés pour rapporter les derniers événements en cours. La circulation de bulletins annonçant des ventes, des embarquements et des ventes aux enchères est également courante dans les cafés anglais.

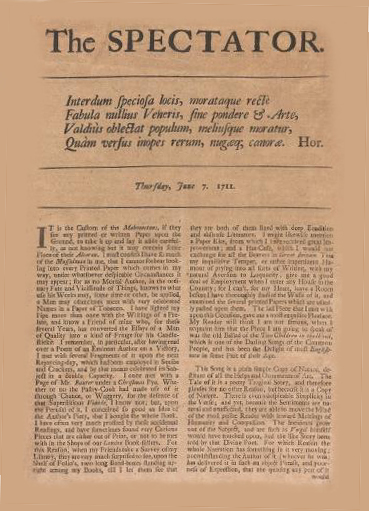
The Spectator de Addison and Steele.

Les publications de Richard Steele et de Joseph Addison, The Spectator et The Tatler, sont considérées comme les sources d'information imprimées les plus influentes qui circulent dans les cafés anglais. Ces journaux sont probablement les sources de nouvelles et de ragots les plus largement diffusées dans les cafés pendant la première moitié du XVIIIe siècle. Addison et Steele s'efforcent explicitement de réformer les manières et la morale de la société anglaise, par le biais d'une critique anecdotique voilée de la société anglaise. Comme ces histoires anecdotiques contiennent des critiques sociales sous-jacentes plutôt qu'explicites, « les lecteurs étaient persuadés, et non contraints, d'élire librement ces normes de goût et de comportement comme étant les leurs ». Addison et Steele s'appuient sur les cafés pour leur source de nouvelles et de ragots ainsi que pour leur clientèle, et diffusent ensuite leur culture de l'information dans les cafés puisqu'ils s'appuient sur les cafés pour leur distribution. Selon Bramah, la bonne réputation de la presse à l'époque où Addison et Steele distribuent The Tatler et The Spectator dans les cafés anglais peut être directement attribuée à la popularité des cafés.

### Les Lumières
Les historiens ne s'accordent pas sur la mesure dans laquelle les cafés anglais ont contribué à la sphère publique du siècle des Lumières. Il n'existe pas de manière simple et uniforme de décrire le siècle des Lumières ; cependant, les historiens s'accordent généralement à dire qu'au cours de cette période, la raison est devenue un substitut aux autres formes d'autorité qui régissaient auparavant l'action humaine, telles que la religion, la superstition ou les coutumes de l'autorité arbitraire. Dans son analyse du siècle des Lumières, Jürgen Habermas soutient que le siècle des Lumières voit la création d'une sphère publique bourgeoise pour la discussion et les transformations d'opinions. Selon Habermas, ce « domaine public » « est un espace où les hommes peuvent échapper à leur rôle de sujet et gagner en autonomie dans l'exercice et l'échange de leurs propres opinions et idées ». Par conséquent, il n'existe pas de « sphère publique » simple et uniforme, car elle peut englober différentes sphères, telles que la sphère publique intellectuelle ou politique du siècle des Lumières.
En ce qui concerne les cafés anglais, les historiens ne s'accordent pas sur la question de savoir dans quelle mesure les cafés doivent être considérés comme faisant partie de la sphère publique du Siècle des Lumières. Dorinda Outram place les cafés anglais dans une sphère publique intellectuelle, en se concentrant sur la transfusion d'idées éclairées. Elle justifie son placement des cafés anglais dans une « sphère publique intellectuelle » en les qualifiant d'« opérations commerciales, ouvertes à tous ceux qui pouvaient payer et qui permettaient ainsi à de nombreuses couches sociales différentes d'être exposées aux mêmes idées ». Elle soutient également que les idées éclairées ont été transmises par la culture de l'imprimé, une culture qui s'est ouverte à un plus grand nombre d'individus après la « révolution de la lecture » à la fin du XVIIIe siècle. Selon Outram, comme les cafés anglais proposent diverses formes d'imprimés, tels que des journaux, des revues et certains des derniers livres, ils doivent être considérés comme faisant partie de la sphère publique des Lumières. L'historien James Van Horn Melton propose une autre perspective et place les cafés anglais dans une sphère publique plus politique du siècle des Lumières. Selon Melton, les cafés anglais sont « nés à une époque de révolution, de restauration et d'âpres rivalités entre partis ». Il utilise le fait que le club Rota de Harrington, « archi-républicain », se réunissait dans un des premiers cafés londoniens pour discuter de questions politiques comme preuve que les cafés anglais étaient décrits comme des centres de « dissidence religieuse et politique ». Il montre également que différents groupes politiques ont utilisé la popularité des cafés à leurs propres fins politiques : Les puritains encouragent la popularité des cafés parce que les propriétaires interdisent la consommation d'alcool dans leur établissement, tandis que les critiques royalistes associent les cafés à des discussions politiques incessantes et injustifiées de la part des sujets ordinaires.

### Les femmes

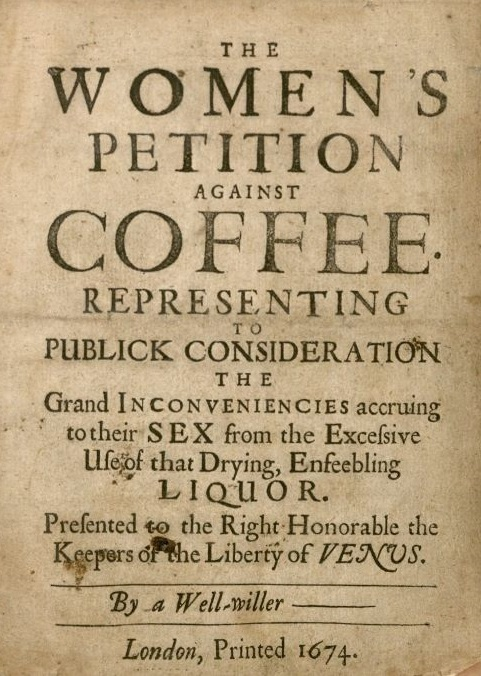
Women's Petition Against Coffee, 1674.

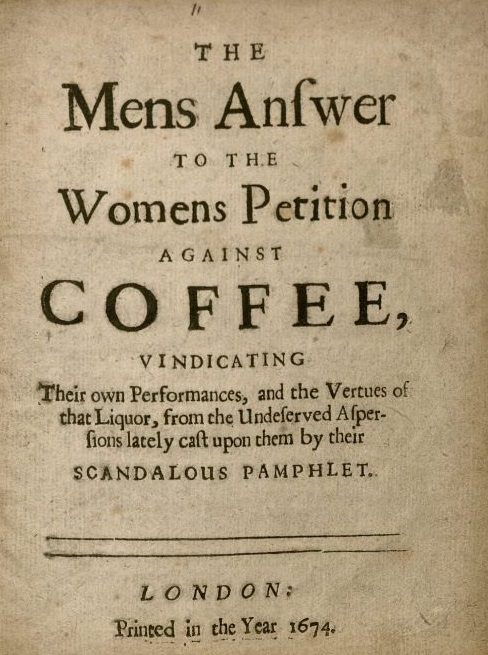
The Mens Answer to the Womens Petition Against Coffee, 1674

Les historiens ne sont pas d'accord sur le rôle et la participation des femmes dans les cafés anglais. Bramah affirme qu'il est interdit aux femmes de participer aux activités des cafés en tant que clientes. Cowan, quant à lui, explique que si les cafés sont libres et ouverts à tous les sujets sans distinction de classe, de sexe ou de mérite, les conversations tournent autour de questions masculines telles que la politique, les affaires et la critique culturelle, qui ne sont pas censées concerner les femmes, et leur participation aux cafés n'est donc pas souhaitée. Les historiens décrivent les cafés comme une sphère de gentleman où les hommes peuvent participer à des conversations sans s'associer à des femmes ; les cafés ne sont donc pas considérés comme un endroit pour une dame qui souhaite préserver sa respectabilité. Ainsi, les plaintes à l'encontre du café sont souvent formulées par des femmes. Elles utilisent des arguments subtils contre la fréquentation des cafés et la consommation de café, exposés dans la « Pétition des femmes contre le café », et protestent contre la consommation de café en affirmant qu'il rend les hommes stériles et impuissants et qu'il contribue à l'effondrement du taux de natalité du pays. Selon la pétition, le café rend les hommes « aussi inféconds que les déserts de sable, d'où l'on dit que cette baie malheureuse est apportée ». Les femmes protestent également contre le café lui-même, qui « intervient en période de crise domestique, alors que le mari aurait dû s'occuper de ses devoirs à la maison ».
Cowan cite une poignée de cas où les femmes sont autorisées à fréquenter les cafés anglais : lorsqu'elles participent à des entreprises commerciales, à Bath, où la sociabilité féminine est plus facilement acceptée, dans les maisons de jeu et les cafés, et lorsque des ventes aux enchères sont organisées dans les cafés, car une femme agit au service de son ménage. Les historiens rendent compte de l'implication des femmes dans la sphère publique masculine des cafés en évaluant les colporteuses de nouvelles qui entrent temporairement dans un café dominé par les hommes. Paula McDowell soutient que ces femmes « étaient tout sauf des distributrices passives des idées politiques des autres ». En outre, comme le montre l'étude de McDowell, les colporteuses « façonnaient les modes et les formes du discours politique en comprenant les désirs de leurs clients en matière d'actualités et d'imprimés éphémères ». Néanmoins, McDowell et Cowan s'accordent à dire que même si les travailleuses se trouvent physiquement dans la sphère publique masculine du café, leur rang et leur sexe les empêchent de participer pleinement à cette sphère. La présence des femmes dans les cafés en général ne signifie pas qu'elles participent de manière égale à la sphère publique des cafés. Cowan cite les femmes propriétaires de cafés, connues sous le nom de « coffee-women », comme exemple pertinent de la présence des femmes dans la sphère publique des cafés, sans pour autant y participer. Elles sont à la fois propriétaires de l'établissement et serveuses de café, sans pour autant prendre part à la conversation. Anne Rochford et Moll King, célèbres propriétaires de cafés, sont devenues par la suite des personnages publiquement satirisés.

## Déclin
Vers la fin du XVIIIe siècle, les cafés ont presque complètement disparu de la scène sociale populaire en Angleterre. Les historiens avancent un large éventail de raisons pour expliquer le déclin des cafés anglais. Selon Ellis, la folie des patrons de cafés à travers leurs activités commerciales, l'évolution du club et la politique coloniale du gouvernement sont les principaux facteurs du déclin des cafés anglais. Les propriétaires de cafés se sont efforcés d'obtenir le monopole de la culture de l'information et d'établir un journal de café comme seule forme d'information imprimée disponible. Cette proposition, qui s'est heurtée à des moqueries et à des critiques incessantes, a discrédité la position sociale des fidèles des maisons de café. Ellis explique : « Le ridicule et la dérision ont eu raison de la proposition des propriétaires de cafés, mais il est significatif qu'à partir de cette date, leur influence, leur statut et leur autorité aient commencé à décliner. En bref, les propriétaires de café avaient commis une erreur tactique et s'étaient surpassés ».
L'essor du club exclusif des gentlemen contribue également au déclin de la popularité des cafés anglais. Bramah explique comment les règles qui faisaient des cafés des lieux de rencontre accessibles à toutes les couches de la société sont tombées en désuétude. « Le snobisme a refait surface, en particulier parmi l'intelligentsia, qui estimait que son génie particulier lui donnait le droit d'être protégé du troupeau commun. Les étrangers n'étaient plus les bienvenus ». Par exemple, certains cafés ont commencé à demander plus que le penny habituel afin de préserver la fréquentation de la clientèle de haut rang qu'ils servaient. Les clubs littéraires et politiques ont gagné en popularité, car « les frivolités de la consommation de café se perdaient dans des discussions plus sérieuses ».
Avec l'augmentation de la demande de thé, le gouvernement a également joué un rôle dans le déclin des cafés anglais au XVIIIe siècle. À l'époque, la Compagnie britannique des Indes orientales s'intéressait davantage au commerce du thé qu'à celui du café, car la concurrence pour le café s'était intensifiée à l'échelle internationale avec l'expansion des cafés dans le reste de l'Europe. La politique du gouvernement favorise le commerce avec l'Inde et la Chine et, selon Ellis, le gouvernement encourage tout ce qui peut stimuler la demande de thé. Le thé est devenu à la mode à la cour et les maisons de thé, qui attirent une clientèle mixte, commencent à gagner en popularité. La popularité croissante du thé s'explique par la facilité avec laquelle il est préparé. « Pour préparer le thé, il suffit d'ajouter de l'eau bouillante ; le café, en revanche, nécessitait d'être torréfié, moulu et infusé ». Ellis apporte la preuve que la consommation de thé a augmenté dans la société anglaise, passant de 360 000 kg par an en 1710 à 45 000 000 kg par an en 1721. En ce qui concerne le déclin de la culture du café, Ellis conclut : « Ils avaient atteint leur but et n'étaient plus nécessaires comme lieux de rencontre pour les critiques et les débats politiques ou littéraires. Ils avaient vu la nation traverser l'une de ses plus grandes périodes d'épreuves et de tribulations, avaient combattu et gagné l'âge de la bataille de la prodigalité et nous avaient donné un niveau de prose et de critique littéraire inégalé avant et depuis ».